# Азеррейл
«Азеррейл» (азерб. Azərreyl) — азербайджанский женский волейбольный клуб из Баку. Основан в 2000 году. 9-кратный чемпион Азербайджана по волейболу. Является одной из самых титулованных клубных команд Азербайджана. Победитель Кубка топ-команд (2001/02) и Кубка вызова (2010/11).

## История

### Фактор Фаика Гараева
Подъём женского волейбола в Азербайджане и появление в стране первого профессионального клуба, способного решать большие задачи на европейской арене, связано с возвращением из Турции Фаика Гараева, бывшего тренера команды БЗБК. Под его началом сильнейшие волейболистки страны и азербайджанские легионерки, выступавшие к тому моменту в основном в клубах Турции, были объединены в команду «Азеррейл».
Для «Азеррейла», как базового клуба национальной сборной были созданы особые условия: команда не принимала участия в чемпионате своей страны, лишь время от времени делегируя отдельных волейболисток в различные местные команды, поскольку полноценную игровую практику ведущие игроки «Азеррейла» могли получить только в матчах еврокубков и международных турнирах.

### 2001—2007: выступления в еврокубках

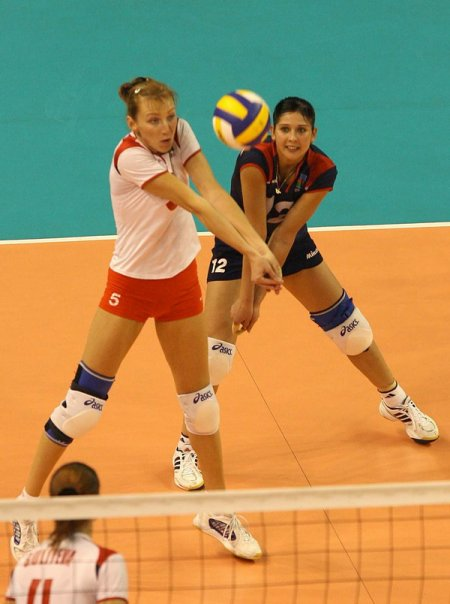
Валерия Коротенко (№ 12) — лучшая либеро ЧЕ 2005

Самый первый евросезон для подопечных Фаика Гараева оказался победным. 10 марта 2002 года в финале Кубка топ-команд, проходившего в Баку, «Азеррейл» со счётом 3:0 (25:13, 25:15, 25:13) разгромил сербскую команду «Единство» (Ужице). В составе «Азеррейла» в том сезоне играли Илаха Агаева, Сабина Аждарова, Алла Гасанова, Яна Гусейнова, Инесса Коркмаз, Валерия Коротенко, Марина Кузьмина, Оксана Мамедьярова, Нина Нечай, Елена Пархоменко, Оксана Пархоменко, Ирина Симинягина, Вероника Таразанова, Алла Тетерина, Елена Шабовта.
В следующем сезоне «Азеррейл» дебютировал в розыгрыше Лиги чемпионов и не смог выйти из очень сложной группы, пропустив вперёд себя «Модену» и «Уралочку», но опередив опытный стамбульский «Эджзаджибаши», но в 2004 году команда Гараева окончательно подтвердила свои притязания на статус одной из сильнейших в европейском клубном волейболе, пробившись в «Финал четырёх» главного еврокубка.
Затем результаты стали скромнее. В трёх последующих розыгрышах Лиги чемпионов железнодорожницы выбывали уже после первого раунда плей-офф: в 2005 году они проиграли французскому «Расингу», в который перебралась один из прежних лидеров бакинок Елена Шабовта, в 2006-м и 2007-м — итальянскому «Бергамо». Однако в это время очень успешно играла сборная Азербайджана, по-прежнему составленная в основном из игроков «Азеррейла»: летом 2005-го она ярко выступила на Кубке первого президента России Бориса Ельцина, выиграла отборочные турниры чемпионата мира и Гран-при, а осенью заняла 4-е место на чемпионате Европы в Хорватии; в 2006 году сборная заняла 13-е место на чемпионате мира в Японии.

### 2007—2010: спад
Тем временем первоначальный состав «Азеррейла» начинает распадаться. Руководству клуба не удалось удержать сильнейшую нападающую Наталью Мамедову (Сказку), которая три раза подряд (2005—2007) становилась самым результативным игроком Лиги чемпионов. Концовку сезона-2006/07 она провела на правах аренды в итальянском «Кьери», а в следующем подписала контракт со швейцарским «Волеро». Нервная ситуация вокруг ухода Мамедовой, потеря по разным причинам ряда других опытных игроков, не позволила сборной Азербайджана успешно выступить на чемпионате Европы-2007 и естественным образом сказалась на результатах клуба.
От коллектива, побеждавшего в Кубке топ-команд, остались только связующая Оксана Гулиева (Пархоменко) и либеро Валерия Коротенко (по окончании сезона ушли и они), молодые игроки не были готовы выступать на столь высоком уровне. В Лиге чемпионов-2007/08 «Азеррейл» отметился даже антирекордом: в одном из матчей против «Заречья-Одинцово» бакинки смогли набрать только 31 очко, проиграв со счётом 0:3 (5:25, 18:25, 8:25).
В сезоне-2008/09, «Азеррейл», в который вернулась опытнейшая Алла Гасанова, временно оставшийся без Фаика Гараева, был заявлен на Кубок ЕКВ. Этот турнир завершился, едва начавшись — поражением по сумме двух игр от голландской «Лонги-59» в 1/16 финала. В этом же сезоне «Азеррейл» впервые выступал в организованной Суперлиге чемпионата Азербайджана, поскольку прямое участие клуба в еврокубках без участия во внутренних соревнованиях не раз вызывало недовольство руководства ЕКВ. Итогом выступления в национальном первенстве стало 2-е место.

### 2010—2011: второй евротрофей

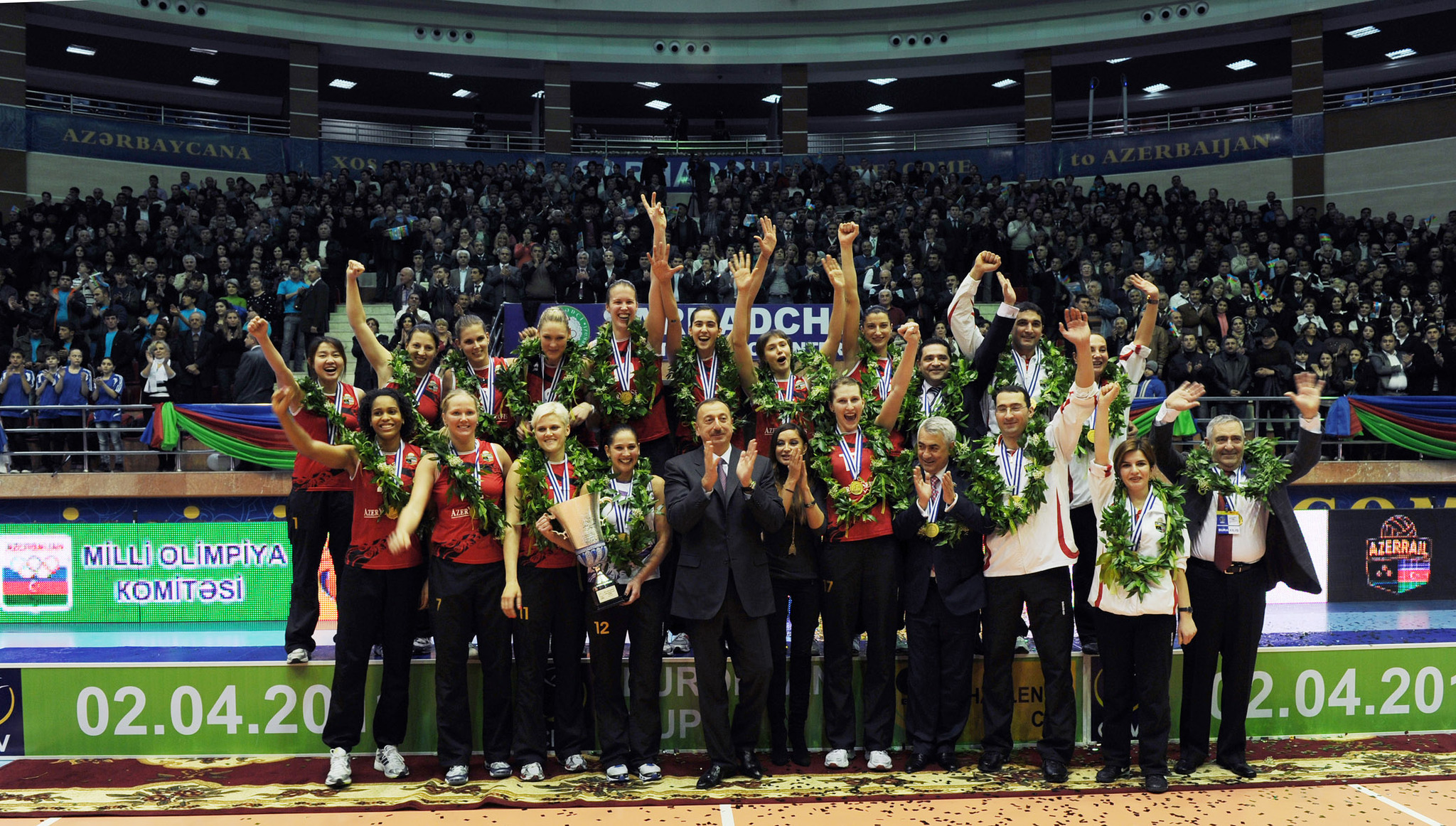
Команда «Азеррейл» — обладатель Кубка вызова ЕКВ сезона 2010—11

В сезоне 2009/10 годов «Азеррейл» занял в чемпионате Азербайджана 4-е место и выиграл национальный Кубок, а летом 2010 года совершил несколько заслуживающих внимания трансферов: в частности контракт с клубом подписала известная по выступлениям за сборные России и Турции нападающая Наталья Ханикоглу, вернулась в команду либеро Валерия Коротенко. Интернациональный состав «Азеррейла», в который также входили американки Дженнифер Джойнс, Шерил Уивер и Анджела Макгиннис, болгарки Ильяна Петкова и Анелия Тодорова, бразильянка Элисанджела, украинка Александра Перетятько, словачка Яна Матиасовская и азербайджанские волейболистки Айнур Каримова, Оксана Киселёва, Ксения Павленко, Полина Рагимова, Екатерина Шевченко под руководством тренера Вугара Алиева весной 2011 года выиграл Кубка вызова. В финале этого турнира «Азеррейл» оказался сильнее другой бакинской команды — «Локомотива», победив в двух матчах со счётом 3:1.
Осенью 2011 года главным тренером «Азеррейла» снова стал Фаик Гараев, в апреле 2012 года команду возглавил итальянский тренер Алессандро Кьяппини, но отработать на протяжении всего сезона-2012/13 ему не удалось — после вылета команды из Лиги чемпионов на стадии «раунда шести», поражений в национальном чемпионате от «Локомотива» и «Бакы-Азерйол» итальянец был отправлен в отставку. В марте 2013 года капитан команды Сара Андзанелло перенесла операцию по пересадке печени, состав «Азеррейла» по ходу сезона покинули Тина Липицер, Каролин Венсинк, Ана Грбач и Рийкка Лехтонен. В чемпионате Азербайджана «Азеррейл» набрал одинаковое количество очков с «Игтисадчи» и обе команды получили серебряные медали.
В мае 2013 года руководство клуба вело переговоры с Джованни Капрарой и Ириной Кирилловой, но после победы в тренируемой Капрарой «Пьяченцы» в чемпионате Италии бывший наставник женской сборной России принял решение остаться на Апеннинах. Новым главным тренером «Азеррейла» стал бразильский специалист Анжело Верчеси. Планируется, что в следующем сезоне клуб будет объединён с «Бакы-Азерйолом» и сменит название.
В сезоне 2013/2014 занял 4 место.

## Сезон 2023/24
В сезоне 2023/2024 стал чемпионом Азербайджана в финале против «Абшерона». В сезоне клуб не участвовал в еврокубках.

## Сезон 2024/25
Перед началом сезона в клуб перешли игроки сборной Одина Байрамова и Анастасия Гурбанова, либеро Найка Бенитес (Пуэрто-Рико). В нападении играли сербские игроки Ирина Миланович и Милица Сорак.
В течение сезона в клубе сменились пять игроков. Основной состав сформировался к марту. Связующая команды получила серьёзную травму.
В регулярном сезоне занял третье место.
24 апреля 2025 года завоевал чемпионство во втором матче финала в «золотом сете» против «Абшерона».
В кубке Азербайджана дошёл до полуфинала, уступив в полуфинале «Абшерону».

## Достижения

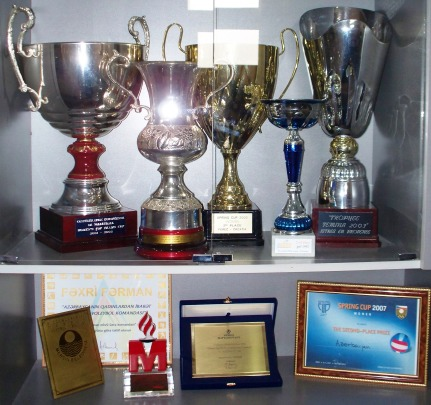
Уголок «Славы»

- 2002 год — победитель Кубка топ-команд.
- 2004 год — победитель I международного турнира, посвящённого памяти заслуженного мастера спорта, заслуженного тренера СССР Гиви Ахвледиани в Москве[11].
- 2004 год — участник «Финала четырёх» Лиги чемпионов ЕКВ.
- 2009 год (февраль) — 2-е место на международном турнире в Дубае[12].
- 2009 год (январь) — победитель XXII международного турнира Novotel Cup в Люксембурге[13][14].
- 2011 год — победитель Кубка вызова.
- 9-кратный чемпион Азербайджана по волейболу (2015/2016, 2023/2024, 2024/2025)[1][2]

## Состав команды
Сезон 2024/25
| № | Имя, фамилия        | Год рождения | Амплуа                  | Гражданство |
| - | ------------------- | ------------ | ----------------------- | ----------- |
|   | Айнур Иманова       | 1988         | центральная блокирующая | Азербайджан |
|   | Никол Миланова      | 2002         | связующая               | Болгария    |
|   | Анастасия Гурбанова | 1989         | диагональный нападающий | Азербайджан |
|   | Разия Алиева        | 2002         | связующая               | Азербайджан |
|   | Айша Алысманова     | 2008         | нападающая              | Азербайджан |
|   | Ирина Миланович     | 2002         | нападающая              | Сербия      |
|   | Лейла Алиева        | 2009         | нападающая              | Азербайджан |
|   | Милица Сорак        | 1998         | нападающая              | Сербия      |
|   | Нилюфер Агазаде     | 2001         | центральная             | Азербайджан |
|   | Джейран Иманова     | 1995         | либеро                  | Азербайджан |
|   | Найка Бенитес       | 1989         | либеро                  | Пуэрто-Рико |

- Главный тренер — Паоло Тофоли.
- Тренер — Мурат Танрыверди.

## Руководство
- Президент — Рамин Азизов
- Менеджер — Григорий Фришман

## Главные тренеры
- Фаиг Гараев
- Вугар Алиев (2011)
- Фаиг Гараев (2011—2012)
- Алессандро Кьяппини[англ.] (2012)
- Анжело Верчези[итал.] (2013)
- Фамиль Агаев (2016—2021)[15]
- Дженгиз Акарчешме (26 августа 2023 — 17 сентября 2024)[16][17]
- Паоло Тофоли[англ.] (с 17 сентября 2024)[17]

## Азеррейл-2
Фарм-клуб Азеррейл-2 выступает в Первой лиге. В сезоне 2022/2023 клуб занял второе место.